# Viatxeslav Ivànov
|  | Per a altres significats, vegeu «Viatxeslav Ivanov (desambiguació)». |

Viatxeslav Ivànovitx Ivànovrus: Вячесла́в Ива́нович Ива́нов 28 de febrer [C.J. 16 de febrer] de 1866, Moscou — 16 de juliol de 1949, Roma) — fou un poeta simbolista, filòsof, traductor, dramaturg i crític literari rus, brillant representant de l'anomenada Edat de plata de la literatura russa.

## Primers anys
Nascut a Moscou, Ivànov es va graduar al Primer Gimnàs de Moscou amb una medalla d'or i va entrar a la Universitat de Moscou, on va estudiar història i filosofia amb Paul Vinogradoff. En 1886 es va traslladar a la Universitat de Berlín per estudiar dret romà i economia amb Theodor Mommsen. Durant la seva estada a Alemanya, absorbí els pensaments de Friedrich Nietzsche i els romàntics alemanys, en particular Novalis i Friedrich Hölderlin.
A partir de 1892, Ivànov va estudiar arqueologia a Roma, i completà la seva tesi doctoral allà.
A Roma, va conèixer la poetessa i traductora Lídia Zinóvieva-Anníbal. Havent rebut ambdós el divorci eclesiàstic ortodox, es van casar el 1899, s'establiren primer a Atenes, després es traslladaren a Ginebra, i feren peregrinacions a Egipte i Palestina. Durant aquest període, Ivànov va visitar amb freqüència Itàlia, on va estudiar l'art del Renaixement. La naturalesa agresta de la Llombardia i els Alps es va convertir en el tema dels seus primers sonets, que estaven molt influenciats per la poesia medieval dels místics catòlics.

## Poeta i classicista
Al tombant del segle xx, Ivànov va elaborar els seus punts de vista sobre la missió espiritual de Roma i el culte grec antic de Dionís. Va resumir les seves idees dionisíaques en el tractat La religió hel·lènica del Déu que pateix rus: Эллинская религия страдающего бога Ellinskaia relíguia stradaiúsxego boga (1904), que explora les arrels de literatura en general i, seguint l'obra de Nietzsche El naixement de la tragèdia, l'art de la tragèdia, en particular, als antics misteris dionisíacs.

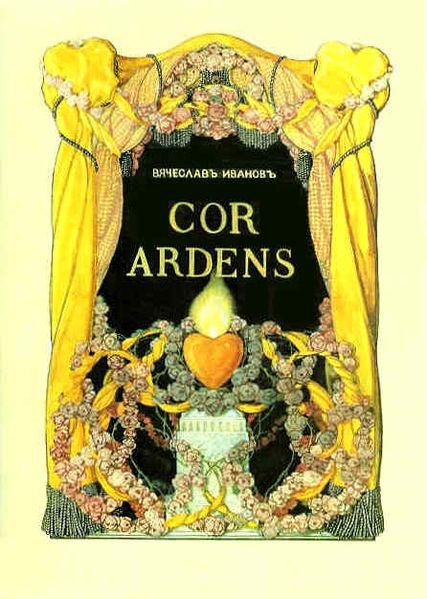
Frontispici de Somov per al llibre d'Ivànov Cor Ardens (1907).

La primera col·lecció d'Ivànov, Estrelles guia rus: Кормчие звёзды Kormtxie zvozdi, es va publicar el 1903. Contenia moltes de les seves obres escrites en la dècada anterior i va ser elogiada pels principals crítics com un nou capítol en el simbolisme rus. Els poemes es van comparar amb Milton i Trediakovski a causa del seu independent i calculat arcaisme.
En 1905, Ivànov va fer el seu retorn triomfal a Sant Petersburg, on va ser complimentat molt més com una curiositat estrangera. Una casa amb torrasses on ell i Zinóvieva-Anníbal es va instal·lar va esdevenir el saló literari més de moda de l'època, i va ser freqüentat per poetes (Aleksandr Blok), filòsofs (Nikolai Berdiàiev), artistes (Konstantín Sómov), i dramaturgs (Vsévolod Meierhold). La casa d'Ivànov fou escenari de l'última posada en escena de l'obra de Calderón Adoració de la Creu. El poeta va exercir una influència formativa en el moviment simbolista rus, els principis del qual van ser formulats principalment a la casa amb torrasses.
D'acord amb James H. Billington: 
| « | 'Viatxeslav el Magnífic' va ser el príncep de la corona i cap de saló de la nova societat, que s'aplegava en el seu setè pis de 'La Torre', amb vistes als jardins del Palau Tàuride a Sant. Petersburg. Les parets i envans van ser enderrocats per donar cabuda al creixent nombre de persones amb talent i que acudien a les vetllades de dimecres, que es mantenien en ple apogeu fins després que s'hagués servit el ressopó a les dues de la matinada. | » |

La futura monja ortodoxa russa Maria Skobtsova era llavors una aclamada poetessa i hoste freqüent a la casa d'Ivànov. Dècades més tard, quan vivia a París com a emigrada blanca, recordava l'atmosfera a la Torre:
| « | Vivíem enmig d'un vast país com si estiguéssim en una illa deshabitada. Rússia era analfabeta, mentre que al nostre entorn social es concentrava tota la cultura del món: els grecs eren citats de memòria, vam donar la benvinguda als simbolistes francesos, pensàvem en la literatura escandinava com si fos nostra, estàvem familiaritzats amb la filosofia, la teologia, la poesia i la història de tot el món, en aquest sentit, érem ciutadans de l'univers, els guardians del museu cultural de la humanitat. Això era Roma en el moment de la seva decadència ... Vam interpretar el darrer acte de la tragèdia que tractava de l'esquerda entre la intel·liguèntsia i les persones. Més enllà de nosaltres s'estenia el vast desert de l'Imperi Rus cobert de neu, un país amb grillons: que era tan ignorant de les nostres delícies com de la nostra angoixa, mentre que els seus propis plaers i angoixes no tenien cap efecte sobre nosaltres. | » |

## Teories sobre el teatre

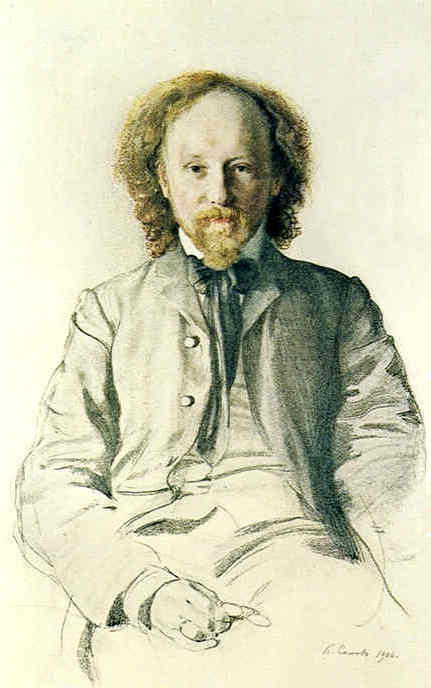
Retrat de Konstantín Sómov (1906).

Va ser en aquest moment que Ivanov va escriure la primera de les seves dues obres de teatre, Tàntal (1905) Igual que la seva segona obra, Prometeu (1919), imitava l'estructura dramàtica i mitològica present a la tragèdia d'Èsquil i va ser escrita en llenguatge fosc i arcaic. Foren però les seves latents idees utòpiques del teatre les que van demostrar ser molt més influents. Ivànov ho considerava com el potencial més poderós de les arts i capaç de fer-se càrrec de la funció de l'Església i la restauració de les creences religioses en una societat que havia perdut la seva fe.
Les teories d'Ivànov formaven part d'un canvi en la segona fase del simbolisme rus lluny de la influència del decadentisme francès i les idees de Valeri Briússov, amb les seves evocacions abstractes dels estats interns, vers la tradició alemanya filosòfica, i les idees de Richard Wagner i Friedrich Nietzsche, en particular, i la promoció d'un teatre de l'extasi (tant en sentit religiós com filosòfic) de la participació de les masses. Les idees d'Aleksei Rémizov (que era el director literari de ña Nova Associació Dram de Vsévolod Meierhold en aquell moment), Fiódor Sologub i l'anarquisme místic de Gueorgui Txulkov formaven tots part d'aquesta segona fase del moviment.
Ivanov va proposar la creació d'un nou tipus de teatre de masses, que va qualificar d'"acció col·lectiva", que s'inspira en els antics rituals religiosos, la tragèdia atenenca, i el misteri medieval. En escriure un assaig sobre la màscara ("Poet i Čern") que va ser publicat a la revista Vessí rus: Весы́ (Balança) el 1904, Ivànov advocava per un renaixement de l'antiga relació entre el poeta i les masses. Inspirat per El naixement de la tragèdia i les teories del teatre de Wagner, Ivànov va tractar de proporcionar una base filosòfica per a les seves propostes mitjançant la vinculació de l'anàlisi de Nietzsche amb la moralització cristiana de Lev Tolstoi, i l'antiga representació de culte amb els últims misteris cristians la idea que el dionisíac podria estar associat amb una concepte de germanor universal hauria estat completament aliena a Nietzsche, que havia subratllat les diferències fonamentals entre les dues tradicions. Ivànov, però, entenia Dionís com a avatar de Crist. A través de la màscara, argumentava, l'heroi tràgic no apareix com un personatge individual, sinó més aviat com l'encarnació d'una realitat dionisíaca fonamental, "l'u tot humà" Mitjançant l'exemple de l'heroi, per tant, el mite escenificat donaria al poble l'accés al seu sentit de la "unitat total de sofriment."
En rebutjar la il·lusió teatral, el teatre litúrgic modern d'Ivànov no oferiria la representació de l'acció (mimesi), sinó l'acció en si (praxi). Això s'aconseguiria mitjançant la superació de la separació entre l'escenari i l'auditori, l'adopció d'un espai obert similar a l'orquestra clàssica grega, i l'abolició de la divisió entre l'actor i el públic, de manera que cadascun d'ells esdevé participant en un ritu sagrat. Ivànov va imaginar la posada en escena com una actuació en una sala en la qual els mobles estan distribuïts "pel capritx i la inspiració." Els actors es barregen amb el públic, repartint màscares i disfresses, abans de cantar i ballar com un cor. La improvisació col·lectiva fusionaria tots els participants en una unitat comunal.
Per tant, esperava que el teatre facilités una veritable revolució en la cultura i la societat. A Po zvozdam rus: По звёздам, escrita el 1908, Ivànov afirmava:
| « | Els teatres de les tragèdies de cor, les comèdies i els misteris s'han de convertir en el brou de cultiu per a l'autodeterminació creativa, o profètica del poble; només llavors es resoldrà el problema de la fusió d'actors i espectadors en un sol cos orgiàstic. […] I només podem afegir que, quan la veu coral de tals comunitats es converteix en un veritable referèndum de la veritable voluntat del poble, és quan la llibertat política esdevé una realitat. | » |

Mentre que alguns, com el director Meierhold, abraçaren amb entusiasme les idees d'Ivànov (almenys en la mesura que proposaven superar la divisió entre l'actor i el públic en una improvisació col·lectiva), altres eren més escèptics. El poeta Andrei Beli argumentava que les realitats d'una societat moderna dividida en classes no podien ser abolida mitjançant màscares i disfresses. No obstant això, afirmà seriosament:
| « | Suposem que entrem al temple-teatre, vestits amb roba blanca, ens coronem a nosaltres mateixos amb rams de roses, interpretem una obra de misteri (el seu tema és sempre el mateix - Déu com a home lluita amb el destí) i després en el moment apropiat, unim les mans i comencem a ballar. Imagina't a tu mateix, lector, ni que sigui per un minut, en aquest paper. Som els que farem voltes a l'alta del sacrifici - tots nosaltres: la senyora vestida a la moda, l'agent de borsa que va i ve, el treballador i el membre del Consell d'Estat. És massa esperar que els nostres passos i els nostres gestos coincidiran. Tot i que encara existeix la lluita de classes, aquests recursos per a una democratització estètica són estranys. | » |

## Després d'enviduar
La mort de la seva esposa el 1907 va ser un gran cop per a Ivànov. A partir de llavors l'enlluernadora textura bizantina de la seva poesia s'esmunyí, atès que insensiblement lliscà envers la teosofia i la misticisme. El poeta fins i tot va afirmar haver tingut una visió de la seva última esposa on li demanava que es casés amb Vera, filla del primer matrimoni de la seva dona. De fet, es va casar amb Vera, de 23 anys, a l'estiu del 1913; el seu fill Dimitri va neíxer el 1912. La mort de Vera el 1920, a l'edat de 30 anys, li va trencar el cor.

## Anna Akhmàtova
D'acord amb un esbós autobiogràfic escrit per Anna Akhmàtova, Ivànov la va conèixer per primera vegada el 1910. En aquest moment, Akhmàtova estava encara casada amb Nikolai Gumiliov, que primer la va portar a la torrassa. Allà, Akhmàtova va llegir alguns dels seus versos en veu alta a Ivànov, que irònicament va dir de broma: "Que n'és de pesat realment el romanticisme." Poc temps després, Gumiliov va deixar la seva esposa per anar a fer un safari a Etiòpia. Com a conseqüència, Ivànov tractà intensament de persuadir Akhmàtova perquè deixés el seu immadur marit, tot dient: "Faràs d'ell un home, si és que ho és." D'altra banda, Akhmàtova indignadament, recordava que Ivànov solia plorar mentre recitava els seus versos a la torrassa, però més tard, "criticava vehementment" els mateixos poemes en els salons literaris. Akhmàtova mai el perdonaria per això. La seva avaluació definitiva del seu antic patró era la següent: "Viatxeslav no era ni gran ni magnífic (ell pensava això de si mateix), sinó un "caçador d'homes".

## Traductor i erudit
Al seu retorn d'un viatge a Itàlia (1912-1913), Ivànov va conèixer el crític d'art Mikhaïl Gerxenzon, el filòsof Serguei Bulgàkov, i el compositor Aleksandr Scriabin. Va elaborar moltes de les seves teories simbolistes en una sèrie d'articles, que finalment van ser revisats i publicats com a Simbolisme el 1936. En aquest moment, va renunciar a la poesia en favor de la traducció de les obres de Safo, Alceu, Èsquil i Petrarca al rus.

## Després del 1917
No va acceptar la Revolució d'Octubre (vegeu el cicle poètic "Versos sobre l'època dels disturbis", desembre 1917-febrer 1918 ...), però va continuar amb les activitats culturals i educatives; en el bienni 1920-1924.
El 1920, Ivànov es va traslladar a Bakú, on va ensenyar en una universitat local i fou professor i cap del departament de Filologia Clàssica. Es va concentrar en el seu treball acadèmic i va completar una monografia titulada Dionís i el primer dionisianisme, rus: Дионис и прадионисийство Dionís i pradionisiistvo (publicat el 1923), que li va valer un doctorat Llicenciada en filologia. El nou govern comunista no li va permetre viatjar fora de la Unió Soviètica fins al 1924.

## Emigració

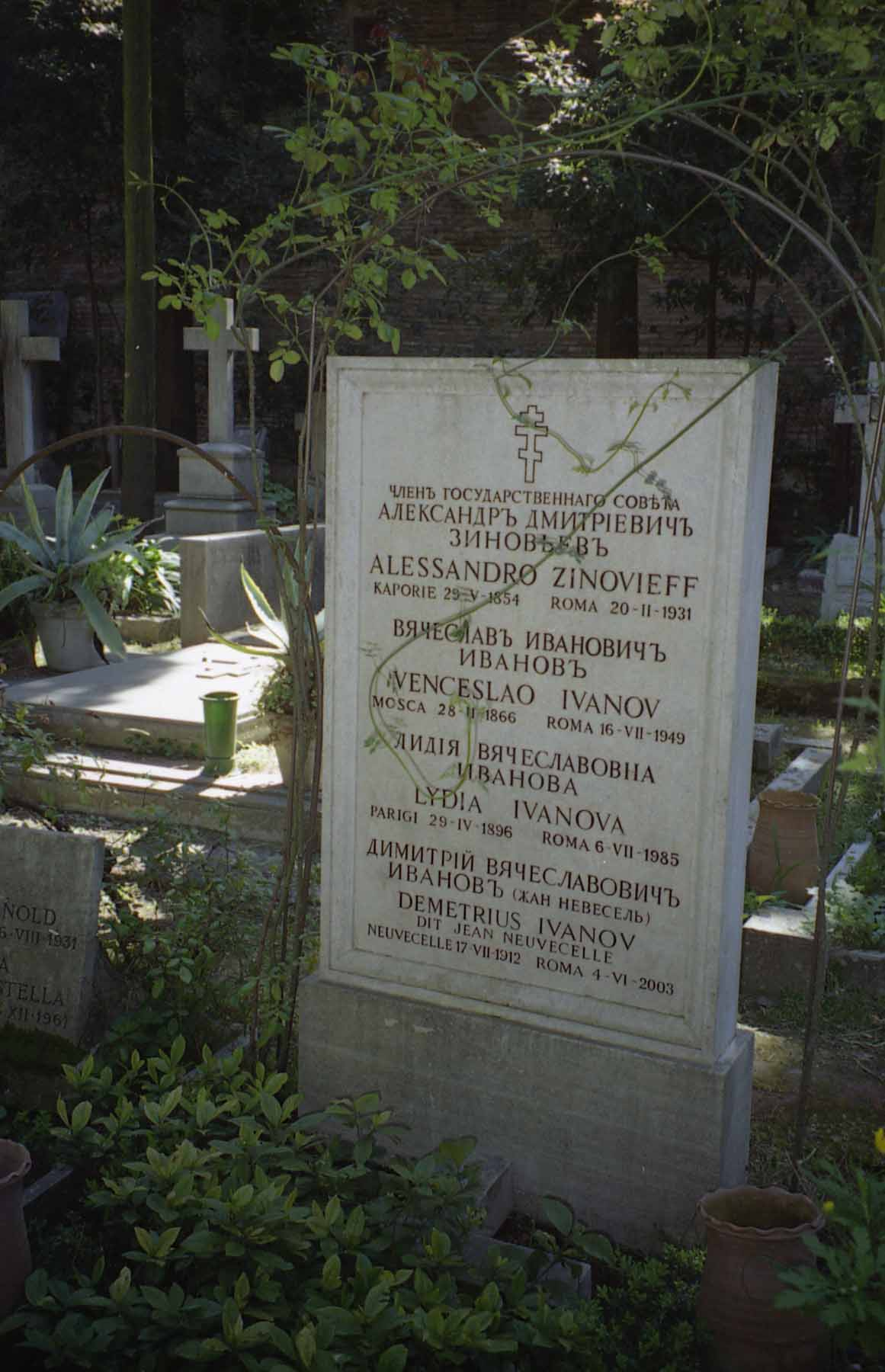
Tomba d'Ivànov a Roma.

Des de l'Azerbaidjan va arribar a Itàlia, on es va instal·lar a Roma. Allà, Ivànov va trobar feina com a professor d'antic eslau al Russicum. Ivànov va ser rebut en el si de l'Església catòlica bizantina russa el 1926. En una entrevista per al periòdic del Russicum, Ivànov sostenia que, abans del seu Gran Cisma, el cristianisme llatí i el bizantí eren "dos principis que es complementaven mútuament". "L'Església ha d'impregnar totes les branques de la vida: els problemes socials, l'art, la cultura, i simplement tot", va argumentar, i l'"Església romana es correspon a aquests criteris i en unir-me a aquesta Església arribo a ser autènticament ortodox". Les seves últimes col·leccions de versos foren els Sonets romans (1924) i el  Diari romà (1944). Molts altres poemes van aparèixer pòstumament.
Ivanov va morir a Roma el 1949 i va ser enterrat al cementiri protestant de Roma, a prop de les tombes de Karl Briul·lov i Aleksandr Ivànov